# Alfabeto portugués
El alfabeto portugués se basa en el alfabeto latino y utiliza el acento agudo, el acento circunflejo, el acento grave, la tilde y la cedilla para indicar el acento, la altura vocálica, la nasalización y otros cambios de sonido. La diéresis fue abolida por el último Convenio Ortográfico. Las letras acentuadas y los dígrafos no se cuentan como caracteres separados a efectos de cotejo.
La ortografía del portugués es en gran medida fonémica, pero algunos fonemas pueden escribirse de más de una manera. En casos ambiguos, la ortografía correcta se determina mediante una combinación de etimología con morfología y tradición; por lo tanto, no existe una correspondencia perfecta uno a uno entre sonidos y letras o dígrafos. Conocer los principales paradigmas flexivos del portugués y estar familiarizado con la ortografía de otras lenguas de Europa occidental puede resultar útil.
El alfabeto del idioma portugués consta de 26 letras, según el Acordo Ortográfico da Língua Portuguesa de 1990.
| Letra | nombre            | dicción                         | fonética           |
| ----- | ----------------- | ------------------------------- | ------------------ |
| Aa    | á                 | /a/                             | /a/, /ɐ/           |
| Bb    | bê                | /be/                            | /b/                |
| Cc    | cê                | /se/                            | /k/, /s/           |
| Dd    | dê                | /de/                            | /d/, /ð/ ~ /dʒ/    |
| Ee    | é o ê             | /ɛ/ o /e/                       | /ɛ/, /e/, /i/, /ɨ/ |
| Ff    | efe               | /'ɛfi/ o /'ɛfɨ/                 | /f/                |
| Gg    | gê o guê          | /ʒe/ o /ge/                     | /ʒ/ /g/            |
| Hh    | agá               | /a'ga/ /ɐ'ga/                   | -                  |
| Ii    | i                 | /i/                             | /i/                |
| Jj    | jota              | /'ʒɔtɐ/                         | /ʒ/                |
| Kk    | cá o capa         | /ka/                            | /k/                |
| Ll    | ele o lê          | /'ɛli/ /'ɛlɨ/ /le/              | /l/ /ɫ/ ~ /u̯/      |
| Mm    | eme o mê          | /'ẽmi/ /'ɛmɨ/ /me/              | /m/                |
| Nn    | ene o nê          | /'ẽni/ /'ɛnɨ/ /ne/              | /n/                |
| Oo    | ó o ô             | /ɔ/ /o/                         | /ɔ/ /o/ /u/        |
| Pp    | pê                | /pe/                            | /p/                |
| Qq    | quê               | /ke/                            | /k/                |
| Rr    | erre              | /'ɛʁi/ /'ɛʁɨ/                   | /ʁ/ /ɾ/            |
| Ss    | esse              | /'ɛsi/ /'ɛsɨ/                   | /s/ /z/ /ʃ/ /ʒ/    |
| Tt    | tê                | /te/                            | /t/ ~ /tʃ/         |
| Uu    | u                 | /u/                             | /u/ /w/            |
| Vv    | vê                | /ve/                            | /v/                |
| Ww    | dáblio o duplo vê | /da'bliu/ /duplu ve/            | /v/ /w/            |
| Xx    | xis               | /ʃiʃ/ /ʃis/                     | /ʃ/ /ks/ /s/ /z/   |
| Yy    | ípsilon o ipsilão | /'ipsilõ/ /ipsɨlɔn/ /ipsiɔlãɯ̃ / | /i/                |
| Zz    | zê                | /ze/                            | /z/ /s/ /ʃ/        |

Además de estas letras se utilizan la cedilla: ç (cê-cedilha /s/) y los siete dígrafos siguientes: rr (erre duplo /ʁ/), ss (esse duplo /s/), ch (cê-agá /ʃ/), nh (ene-agá /ɲ/), lh (ele-agá /ʎ/) gu (gê-u /g/) y qu (quê-u /k/). Sólo en casos especiales, en palabras de origen extranjero, se usan las (tres) letras: K (cá o capa), W (dáblio o duplo vê) e Y (ípsilon).
También cuenta con cuatro signos diacríticos (once aplicaciones, en mayúsculas y minúsculas):
- Áá, Àà, Ââ, Ãã
- Éé, Êê
- Íí
- Óó, Ôô, Õõ
- Úú